# Pellworm

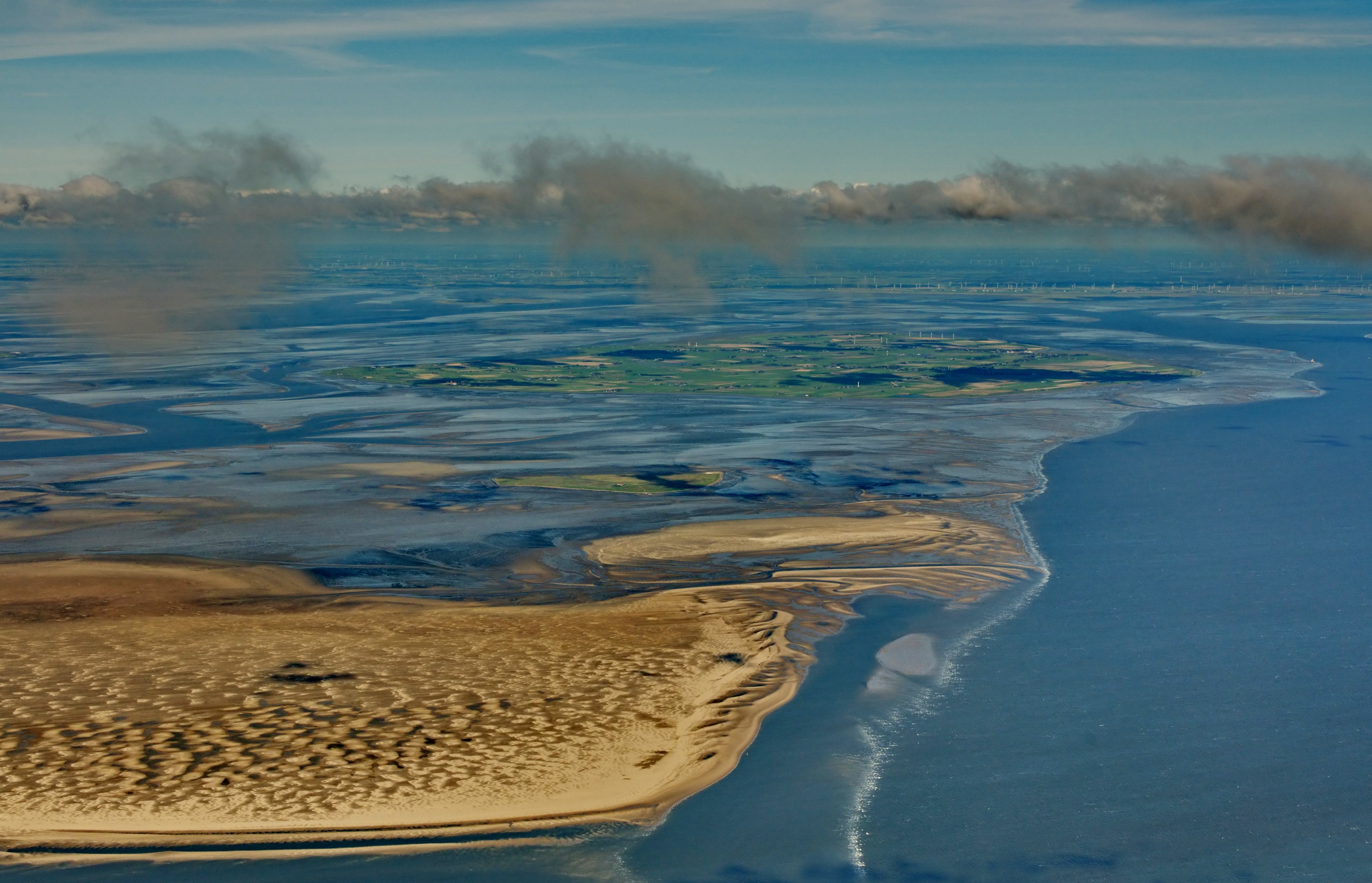
Hooge (centro) y detrás de Pellworm

Pellworm (danés Pelvorm; Norte frisón Pälweerm) es una de las Islas Frisias septentrionales en el mar del norte de la costa de Alemania.
Es parte del Distrito de Nordfriesland en el estado federal Alemán de Schleswig-Holstein. Tiene un área de 37 km², y su población es de aproximadamente 1.200 personas.
En la Edad Media Pellworm era parte de la isla de mayor tamaño Strand, que fue destruida en la desastrosa inundación de 1634. Otros vestigios de Strand son Nordstrand y Hallig.

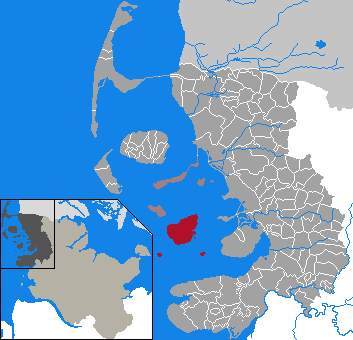
Posición exacta de la isla.

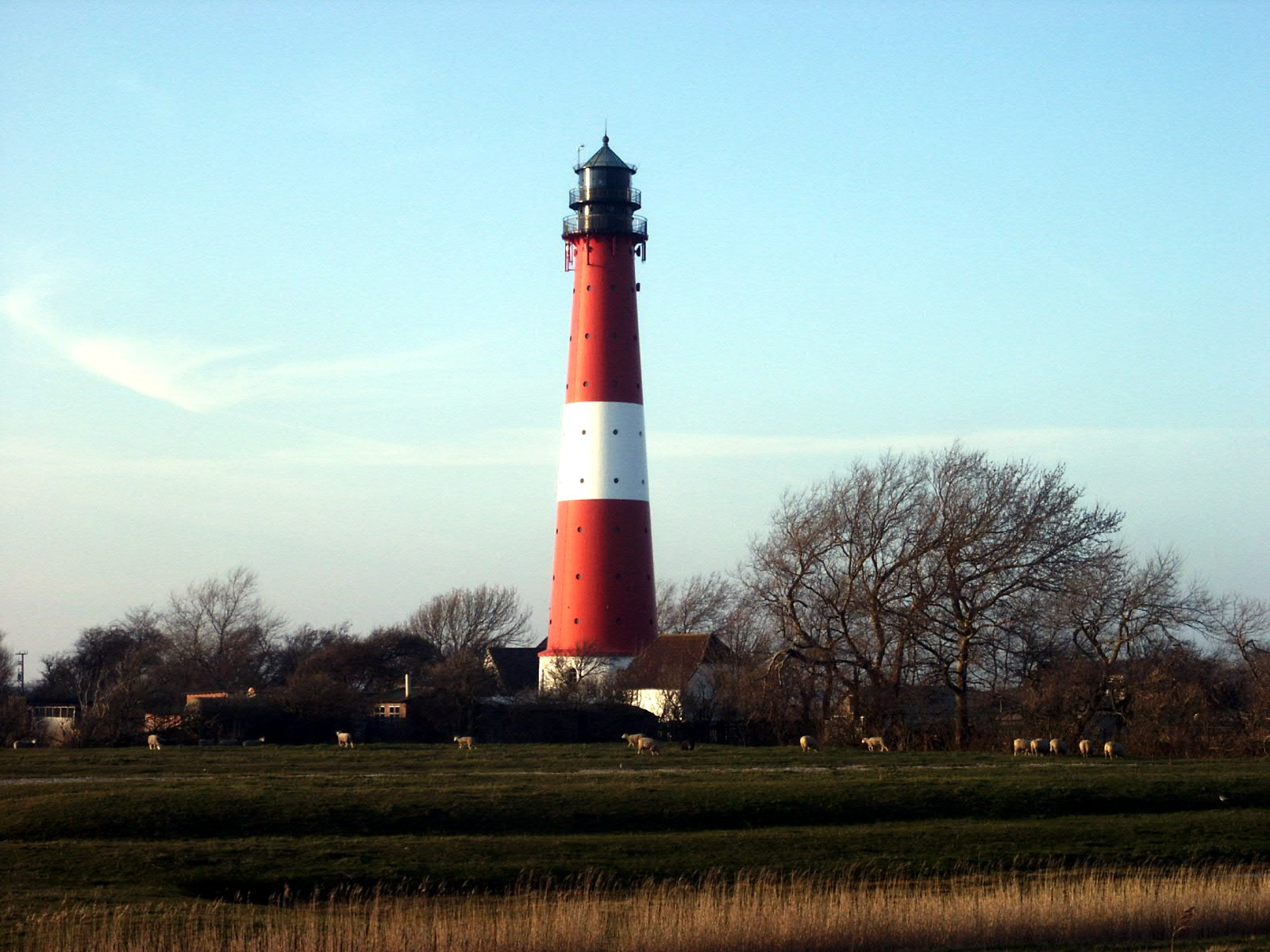
Faro de Pellworm

Pellworm es accesible mediante un ferry que parte desde la península vecina de Nordstrand (la cual esta a su vez conectada mediante un paso elevado)
Una de las mayores plantas de energía renovable híbrida de Europa se encuentra en Pellworm . Combina energía eólica y energía solar fotovoltaica y entrega más de 700MWh al año de electricidad.
Junto con otras pequeñas islas, Pellworm forma el Amt Pellworm.